# Одељење за математику, физику и гео-науке САНУ
Одељење за математику, физику и гео-науке САНУ је једна од организационих јединица Српске академије наука и уметности. Покрива следеће научне области: математику и механику, физику, астрономију, метеорологију и гео-науке.

## Историјат
Поделом Одељења природно-математичких наука 1998. године настају Одељење за математику, физику и гео-науке (ОМФГ) и Одељење хемијских и биолошких наука (ОХБН). Чланови ОМФГ су научници из области математике, физике и гео-наука, а у ширем смислу и из области метеорологије, астрономије и географије. Те области су мање-више биле заступљене од самог оснивања Српске краљевске академије (СКА) 1886. године, и њених претходница – Друштва српске словесности (ДСС) и Српског ученог друштва (СУД), као и кроз каснији период развоја након Другог светског рата, када је два пута дошло до промене назива: Српска академија наука (САН) 1947. године и Српска академија наука и уметности (САНУ) 1960. године.
У Друштву српске словесности физичари и астрономи својим делима чине прве значајне кораке ка развоју ових области, уводећи их у српско образовање и истраживање. Вук Маринковић, редовни члан ДСС, сматра се утемељивачем наставе физике у Србији. Владимир Јакшић је 1856. године издао прво упутство за мерење, посматрање и бележење метеоролошких појава. Чланови ДСС били су и професор Лицеја Симеон Прица, математичар, Михаило Пантић, физичар и математичар, касније и редовни члан СУД, као и Јован Гавриловић, географ и статистичар, који је у три мандара био председник СУД. У Одсеку наука природословних и математичких, на функцијама секретара нашли су се математичар Димитрије Нешић и физичар Коста Алковић. Петар Живковић, математичар, је био редовни члан. Захваљујући залагању Одсека, прибављају се средства за прва астрономска и метеоролошка посматрања. Захваљујући раду Димитрија Нешића, 1873. године усвојен је Закон о метарским мерама у Србији. У Одсеку је делало 19 научника из гео-наука, међу којима треба истаћи Јосифа Панчића и Јована Жујовића. Они су, као и други чланови, активно учествовали у гео-истраживањима Србије, а резултате објављивали у Гласнику СУД.
Оснивањем Српске краљевске академије, од стране краља Милана Обреновића, у њено стручно друштво – Академију природних наука (АПН) – именована су четири члана: ботаничар Јосиф Панчић, математичар Димитрије Нешић, геолог Јован Жујовић и рударски инжењер и механичар Љубомир Клерић; прва тројица су били и председници СКА, док је Клерић био министар просвете и црквених дела, као и министар народне привреде. Председници СКА у каснијем периоду били су географ Јован Цвијић и математичар Богдан Гавриловић.
Математичари, чланови Српске краљевске академије, објављивали су радове у оквиру Посебних издања СКА. Истичу се капитална дела Богдана Гавриловића, Михаила Петровића (теорија диференцијалних једначина), Јована Карамате (теорија правилно променљивих функција) и Милутина Миланковића (теорија ледених доба – Миланковићеви циклуси). Ангажовањем чланова СКА 1932. године, основан је први српски научни математички часопис Publications mathématiques de l'Université de Belgrade, који је до почетка Другог светског рата објавио седам томова.
Међу физичарима и астрономима у Српској краљевској академији је и неколико најзначајнијих српских научника и проналазача. Михаило Пупин, физичар, светски познати проналазач у телеграфији, телефонији, рантгенологији, постао је члан СКА 1912. године; Војислав Мишковић, астроном, један од градитеља Опсерваторије, био је секретар Академије природних наука у периоду од 1943. до 1945. године, а након тога и секретар СКА. На преглог Академије природних наука урађен је Статут Националног астрономског комитета 1936. године.
У целовитом периоду рада Српске краљевске академије било је укупно 35 чланова из области гео-наука. Они су остварили бројна изучавања из разних поља гео-истраживања Србије, која су углавном имала индивидуални карактер, а резултати су првенствено објављивани у Гласнику СКА. Поред тога, чланови природњаци Академије природних наука објавили су у оквиру Посебних издања СКА бројне радове, од којих треба поменути важна дела Јована Жујовића, Јована Цвијића и Милутина Миланковића. У оквиру СКА покренута су и колективна и обухватна геолошка испитивања области Србије, као што су геолошка картирања Новопазарског санџака, тј. Рашке од 1913. до 1928. године.
Након Другог светског рата, на другом скупу Академије природних наука, 23. маја 1946. године,, конституисан је Научни савет новооснованог Математичког института и потврђен избор академика Антона Билимовића за првог управника, а предратни часопис Publications mathématiques обновљен је 1947. године под називом Publications de l'Instiut mathématique, и данас је један од најугледнијих на овом простору. Године 1950. Српска академија наука покреће и часопис природњачке садржине Bulletin de l'Academie serbe des sciences. Две године касније, покренуте су светске математичке садржине Bulletin de l'Academie serbe des sciences, Classe des sciences mathématiques et naturelles, Sciences mathématiques (2016. године, објављен је 41. број). У овом периоду математичари заузимају значајно место и доприносе развоју математике и наставе математике. Значајн траг оставили су Ђуро Курепа (Курепино дрво, Курепина хипотеза) и Слободан Аљанчић (развој геометрије и комплексне анализе). У неким периодима Милутин Миланковић и Радивој Кашанин су били потпредседници САН.
Физичари и астрономи били су чланови Одељења природних наука. Војислав Мишковић био је секретар тог Одељења од 1956. до 1960. године, као и оснивач Астрономско-нумеричког института САНУ. Редовни чланови Одељења били су и угледни српски и светски научници – Павле Савић, нуклеарни физичар и хемичар, оснивач и директор Нуклеарног института „Винча”, који је био и председник САНУ од 1971. до 1981. године, те Стеван Коички, теоријски нуклеарни физичар, који је био генерални секретар САНУ од 1998. до 2003. године.
Број чланова у оквиру гео-наука (геологија, географија) у том периоду углавном се кретао од четири до осам. За разлику од раније праксе, у том периоду се више прелази на колективни научноистраживачки рад у посебним институтима и одборима. Тако је још 1947. године основано 15 различитих института, од којих из домена гео-наука и данас постоји Географски институт, док је Геолошки институт из Српске академије наука изашао 1954. године. Други значајан вид рада гео-научника огледа се у постојању одељенских, међуодељенских и међуакадемијских одбора за мултидисциплинарна проучавања, којих је од 1973. године било од шест до десет. У њима су учествовали и многобројни научници из Србије, па и иностранства у оквиру више пројеката/тема. Од стране САНУ или Одељења, организовани су бројни научни гео-скупови, што чини још један значајан вид рада чланова Одељења.

## Математика
Математичка делатност у оквиру одељења подразумва: аналитичку теорију бројева (зета-функција и аритметичке функције); теорију скупова; алгебарску теорију графова; класичну и комплексну анализу; специјалне функције и ортогоналне полиноме; обичне и парцијалне диференцијалне једначине (квалитативна теорија, диференцијалне једначине са нецелим изводима); Фуријеову анализу и теорију апроксимација (мали таласи и Габорови оквири, микролокална анализа); функционалну анализу (уопштене функције и асимптотика интегралних трансформација, једначинe са сингуларитетима, стохастичке једначине, теоријa непокретне тачке); нумеричку анализу и оптимизацију (интерполациони и квадратурни процеси, eкстремални проблеми, комбинаторна оптимизација); диференцијалну геометрију; општу топологију (распознавање облика); наставу математике.

## Физика
Физичка делатност у оквиру одељења подразумева: квантну теорију информације, квантну логику, основне принципе квантне механике; физику плазму и гасних електричних пражњења, интеракцију плазме са чврстим површинама, спектроскопску дијагностику, облике и интензитете спектралних линија; репрезентације линеарних и афиних група симетрије, светске спиноре, афине гравитације, квантну хромодинамику и спектроскопију хадрона, АТЛАС експеримент у ЦЕРН-у; симетрију, нанофизику, квантне корелације; физику суперпроводности: суперпроводно-феромагнетни хибриди, квантна интерферометрија; физику јако корелисаних система и високотемпературне суперпроводности; физику „меке материје“, биофизику протеина и ДНК и физику солитонских таласа.

## Астрономија
Астрономска делатност у оквиру одељења подразумева небеску механику и посматрање малих тела Сунчевог система.

## Метеорологија
Метеоролошка делатност у оквиру одељења подразумева нумеричко моделирање процеса у атмосфери.

## Гео-науке
Гео-научна делатност у оквиру одељења подразумева: геодинамику, петрологију, геохемију, минералогију и палеoнтологију.

## Одбори
Истраживања се одвијају и у оквиру Академијиних одбора за селен и магнезијум, за динамику климатског система Земље и дело Милутина Миланковића, у оквиру одељенских одбора за геодинамику Земљине коре, палеофлору и палеофауну, за крас и спелеологију и одбор за геохемију, као и кроз 23 индивидуална пројекта чланова одељења из области математике, физике, астрономије, метеорологије и гео-наука.